# Melpomene wolfii
Melpomene wolfii är en stensöteväxtart som först beskrevs av Georg Hans Emmo Wolfgang Hieronymus, och fick sitt nu gällande namn av Alan Reid Smith och R. C. Moran. Melpomene wolfii ingår i släktet Melpomene och familjen Polypodiaceae. Inga underarter finns listade.